# Olympische Sommerspiele 2008/Leichtathletik – 1500 m (Männer)

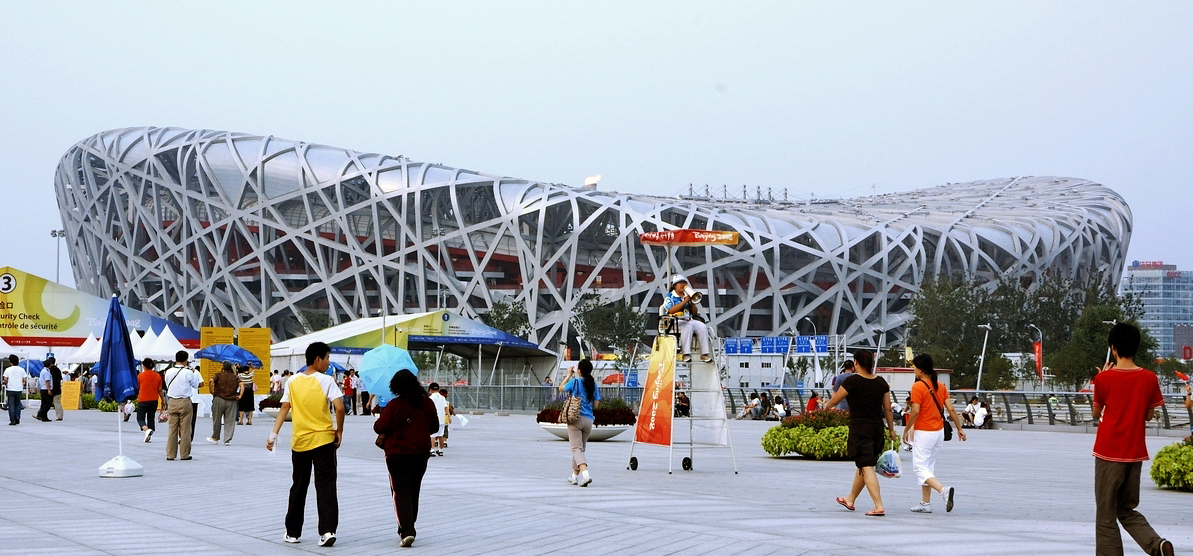
Das Vogelnest – Olympiastadion von Peking

Der 1500-Meter-Lauf der Männer bei den Olympischen Spielen 2008 in Peking wurde vom 15. bis zum 19. August 2008 im Nationalstadion Peking ausgetragen. Fünfzig Athleten nahmen daran teil.
Olympiasieger wurde der Kenianer Asbel Kiprop, die Silbermedaille gewann der Neuseeländer Nick Willis und Bronze ging an den Franzosen Mehdi Baala.

## Aktuelle Titelträger
| Olympiasieger 2004                      | Hicham El Guerrouj ( Marokko)     | 3:34,19 min | Athen 2004          |
| Weltmeister 2007                        | Bernard Lagat ( Kenia)            | 3:34,77 min | Ōsaka 2007          |
| Europameister 2006                      | Mehdi Baala ( Frankreich)         | 3:39,02 min | Göteborg 2006       |
| Panamerikanischer Meister 2007          | Hudson de Souza ( Brasilien)      | 3:36,32 min | Rio de Janeiro 2007 |
| Zentralamerika- und Karibikmeister 2008 | Isaías R. Haro ( Mexiko)          | 3:45,15 min | Cali 2008           |
| Südamerikameister 2007                  | Bayron Piedra ( Ecuador)          | 3:42,53 min | São Paulo 2007      |
| Asienmeister 2007                       | Mohammed Shaween ( Saudi-Arabien) | 3:46,85 min | Amman 2007          |
| Afrikameister 2008                      | Haron Keitany ( Kenia)            | 3:43,47 min | Addis Abeba 2008    |
| Ozeanienmeister 2008                    | Aunese Curreen ( Samoa)           | 3:48,76 min | Saipan 2008         |

## Rekorde

### Bestehende Rekorde
| Weltrekord         | 3:26,00 min | Hicham El Guerrouj ( Marokko) | Rom, Italien                 | 14. Juli 1998      |
| Olympischer Rekord | 3:32,07 min | Noah Ngeny ( Kenia)           | Finale OS Sydney, Australien | 29. September 2000 |

Der bestehende olympische Rekord wurde bei diesen Spielen nicht erreicht. Die schnellste Zeit erzielte der marokkanische Olympiasieger Hicham El Guerrouj mit 3:33,11 min im Finale am 19. August. Den Rekord verfehlte er damit um 1,04 Sekunden. Zum Weltrekord fehlten ihm 7,11 Sekunden.

### Rekordverbesserung
Es gab einen neuen Landesrekord:

3:38,59 min – Tiidrek Nurme (Estland), dritter Vorlauf am 15. August

## Doping
Ende April 2009 wurde bei Nachkontrollen der Pekinger Dopingproben erkannt, dass der Bahrainer Rashid Ramzi das Blutdopingmittel CERA (Abkürzung für „Continuous Erythropoiesis Receptor Activator“), ein Erythropoetin-Derivat, eingenommen hatte. Somit wurde er vom IOC aus den Siegerlisten gestrichen. Seine Goldmedaille wurde ihm aberkannt. Ramzi wäre der erste Olympiasieger und Medaillengewinner Bahrains gewesen.
Leidtragende waren vor allem folgende vier Athleten:
- Asbel Kiprop, Kenia – Er musste lange auf seine Anerkennung als Olympiasieger warten.
- Mehdi Baala, Frankreich – Er erhielt seine Bronzemedaille mit großer Verspätung und konnte nicht an der Siegerehrung teilnehmen.
- Bernard Lagat, USA – Er hätte über seine Platzierung am Finale teilnehmen können.
- Hudson de Souza, Brasilien – Er wäre über seine Platzierung zur am Halbfinalteilnahme berechtigt gewesen.

## Vorläufe
Es fanden vier Vorläufe statt. Die jeweils fünf ersten (hellblau unterlegt) sowie die vier zeitschnellsten Athleten (hellgrün unterlegt) qualifizierten sich für das Halbfinale.

### Vorlauf 1

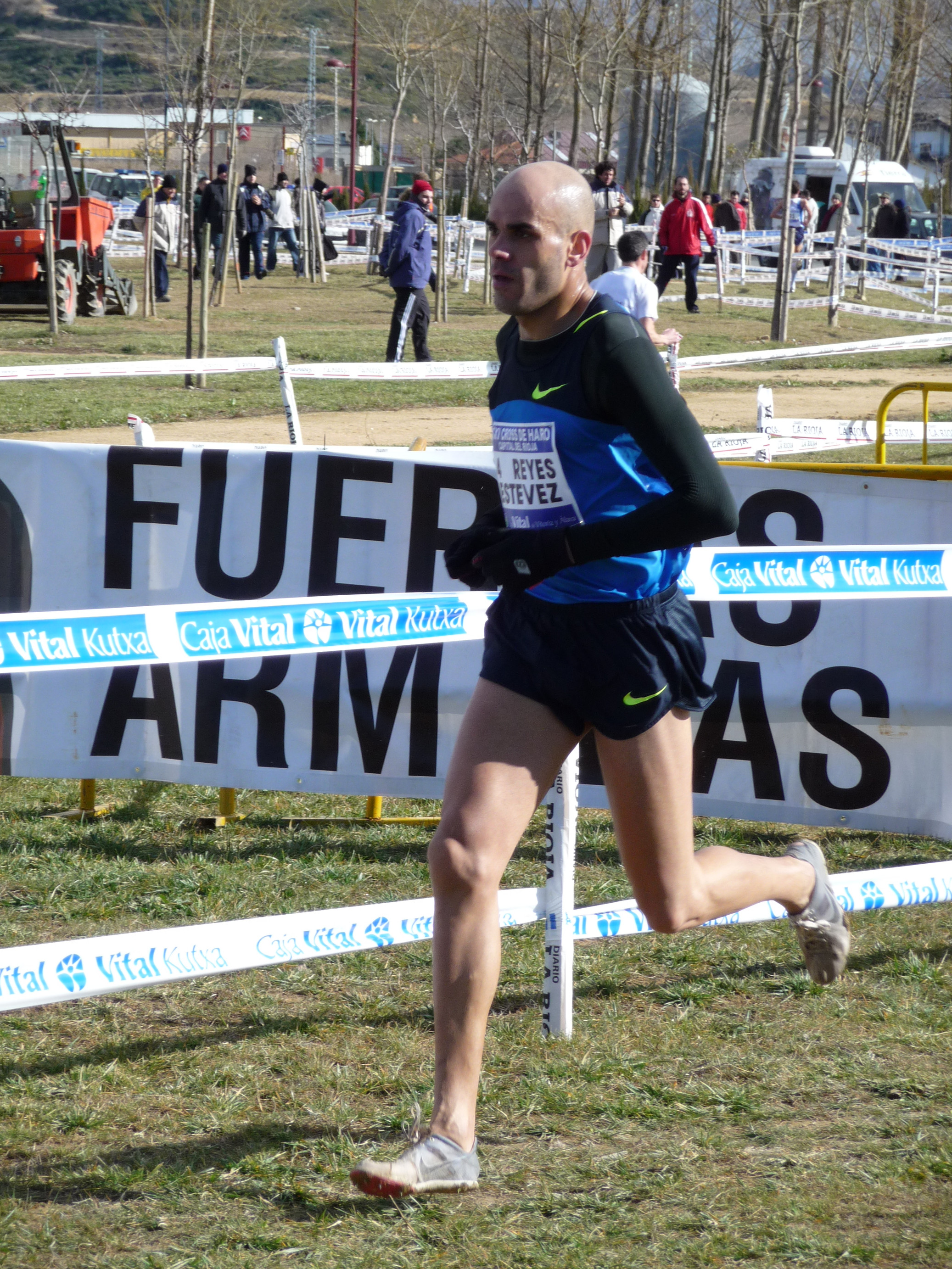
Reyes Estévez – ausgeschieden als Achter des ersten Vorlaufs
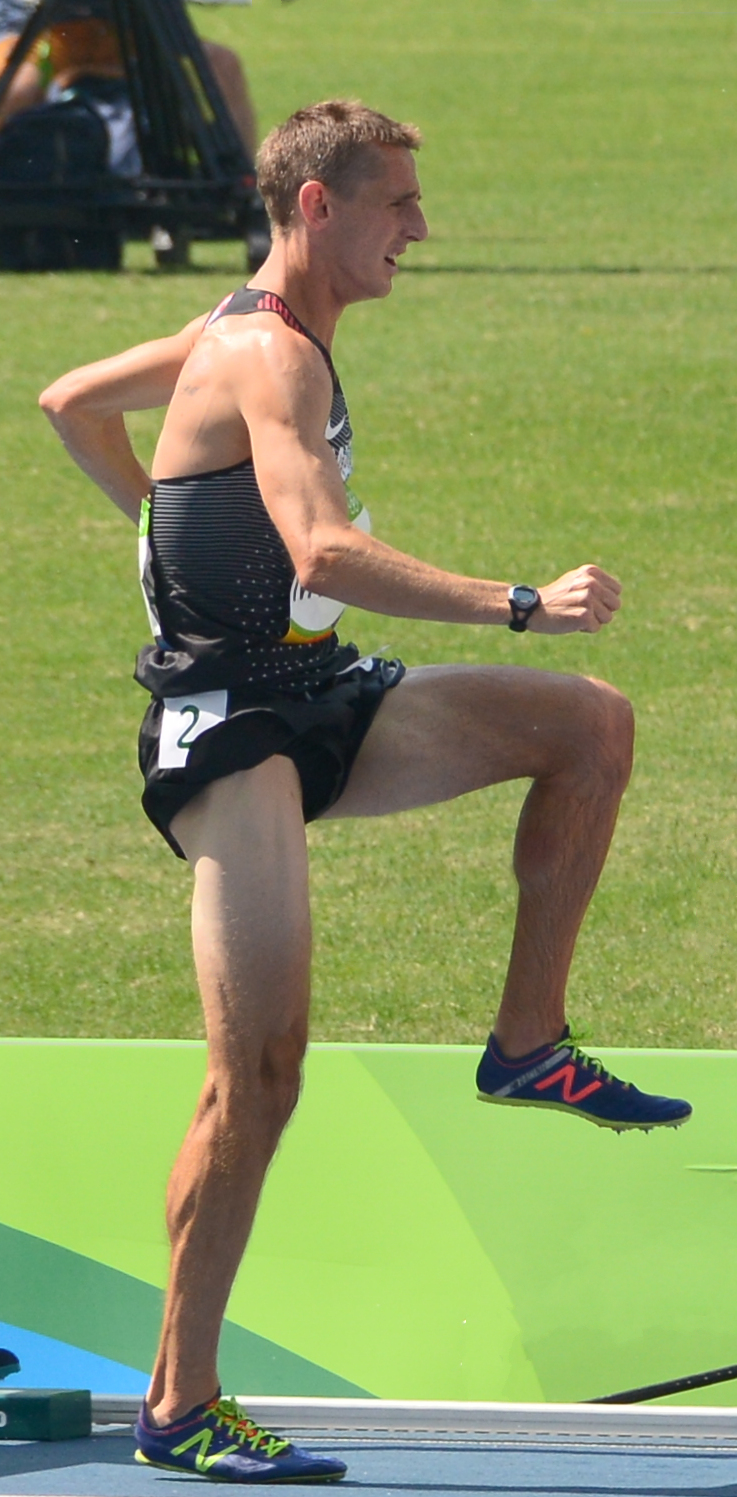
Taylor Milne – ausgeschieden als Neunter des ersten Vorlaufs
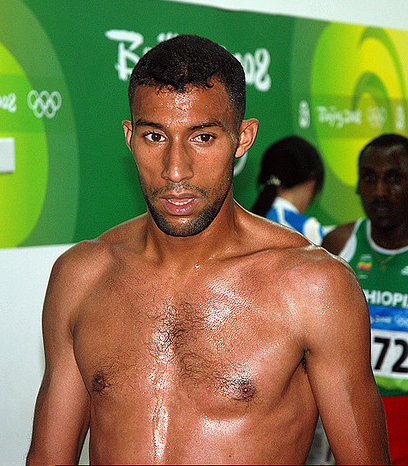
Youssef Baba – ausgeschieden als Zehnter des ersten Vorlaufs

15. August 2008, 19:10 Uhr
| Platz | Name                   | Nation      | Zeit        |
| ----- | ---------------------- | ----------- | ----------- |
| 01    | Mehdi Baala            | Frankreich  | 3:35,87 min |
| 02    | Nick Willis            | Neuseeland  | 3:36,01 min |
| 03    | Daham Najim Bashir     | Katar       | 3:36,05 min |
| 04    | Tarek Boukensa         | Algerien    | 3:36,11 min |
| 05    | Deresse Mekonnen       | Äthiopien   | 3:36,22 min |
| 06    | Leonel Manzano         | USA         | 3:36,67 min |
| 07    | Javier Carriqueo       | Argentinien | 3:39,36 min |
| 08    | Reyes Estévez          | Spanien     | 3:39,62 min |
| 09    | Taylor Milne           | Kanada      | 3:41,56 min |
| 10    | Youssef Baba           | Marokko     | 3:42,13 min |
| 11    | Wjatscheslaw Schabunin | Russland    | 3:42,53 min |

### Vorlauf 2

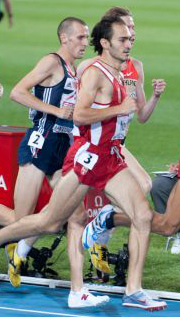
Goran Nava – ausgeschieden als Sechster des zweiten Vorlaufs
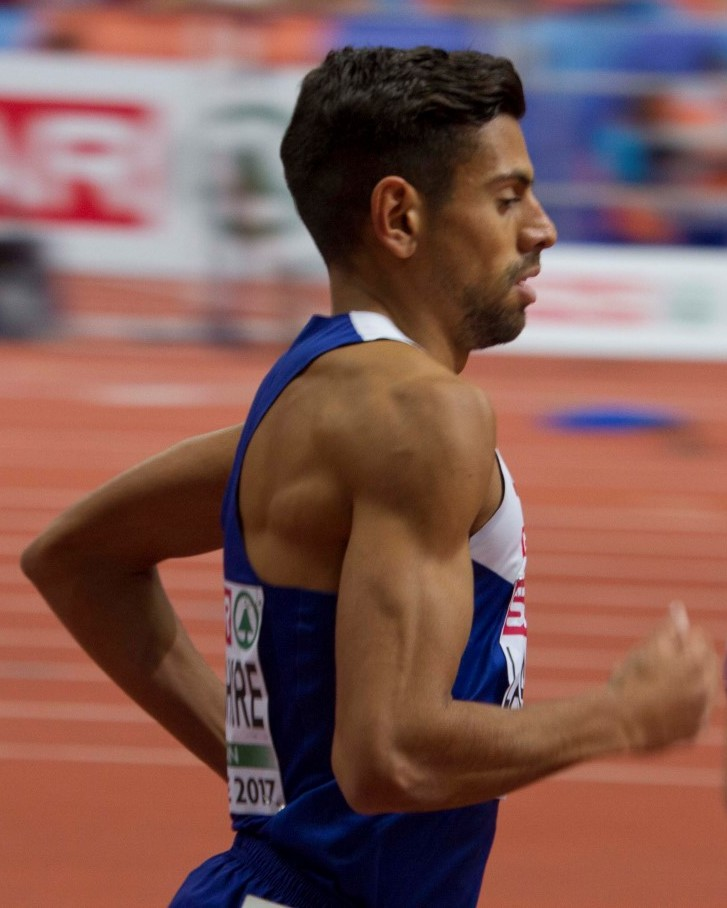
Tom Lancashire – ausgeschieden als Siebter des zweiten Vorlaufs
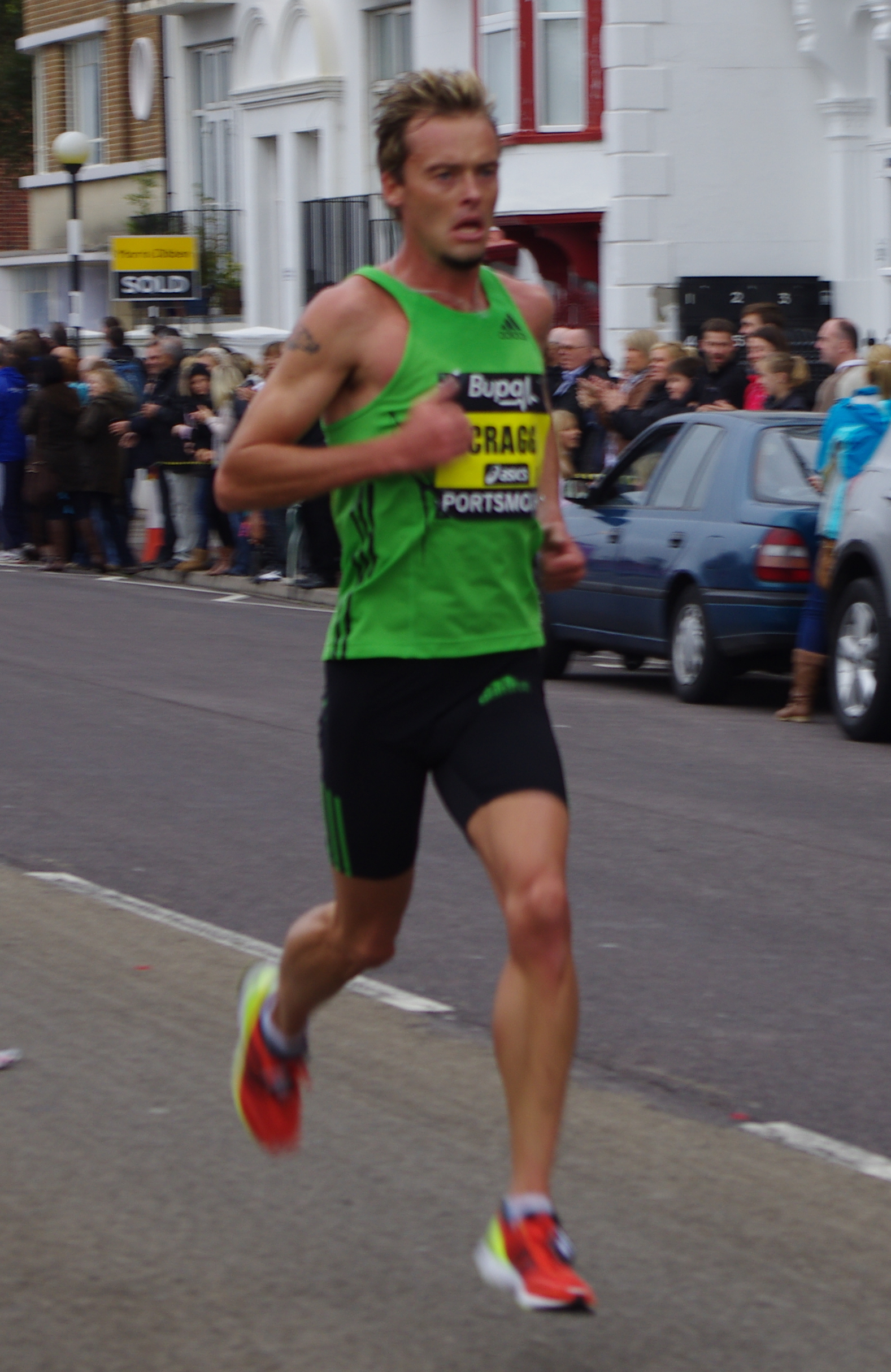
Alistair Ian Cragg – ausgeschieden als Achter des zweiten Vorlaufs

15. August 2008, 19:19 Uhr
| Platz | Name                | Nation         | Zeit        | Anmerkung |
| ----- | ------------------- | -------------- | ----------- | --------- |
| 01    | Asbel Kiprop        | Kenia          | 3:41,28 min |           |
| 02    | Nathan Brannen      | Kanada         | 3:41,45 min |           |
| 03    | Juan Carlos Higuero | Spanien        | 3:41,70 min |           |
| 04    | Bernard Lagat       | USA            | 3:41,98 min |           |
| 05    | Antar Zerguelaïne   | Algerien       | 3:42,30 min |           |
| 06    | Goran Nava          | Serbien        | 3:42,92 min |           |
| 07    | Tom Lancashire      | Großbritannien | 3:43,40 min |           |
| 08    | Alistair Ian Cragg  | Irland         | 3:44,90 min |           |
| 09    | Hais Welday         | Eritrea        | 3:45,06 min |           |
| 10    | Mohammed Shaween    | Saudi-Arabien  | 3:45,82 min |           |
| 11    | Mitchell Kealey     | Australien     | 3:46,31 min |           |
| 12    | Isaiah Msibi        | Swasiland      | 3:51,35 min | PB        |

### Vorlauf 3
15. August 2008, 19:28 Uhr
| Platz | Name               | Nation         | Zeit        | Anmerkung                                  |
| ----- | ------------------ | -------------- | ----------- | ------------------------------------------ |
| 01    | Juan van Deventer  | Südafrika      | 3:36,32 min |                                            |
| 02    | Arturo Casado      | Spanien        | 3:36,42 min |                                            |
| 03    | Andrew Baddeley    | Großbritannien | 3:36,47 min |                                            |
| 04    | Abdalaati Iguider  | Marokko        | 3:36,48 min |                                            |
| 05    | Lopez Lomong       | USA            | 3:36,70 min |                                            |
| 06    | Belal Mansoor Ali  | Bahrain        | 3:36,84 min |                                            |
| 07    | Hudson de Souza    | Brasilien      | 3:37,06 min | eigentlich für das Halbfinale qualifiziert |
| 08    | Demma Daba         | Äthiopien      | 3:37,78 min |                                            |
| 09    | Tiidrek Nurme      | Estland        | 3:38,59 min | NR                                         |
| 10    | David Freeman      | Puerto Rico    | 3:39,70 min |                                            |
| 11    | Nicholas Kemboi    | Kenia          | 3:41,56 min |                                            |
| 12    | Bayron Piedra      | Ecuador        | 3:45,57 min |                                            |
| 13    | Abdalla Abdelgadir | Sudan          | 3:47,65 min |                                            |

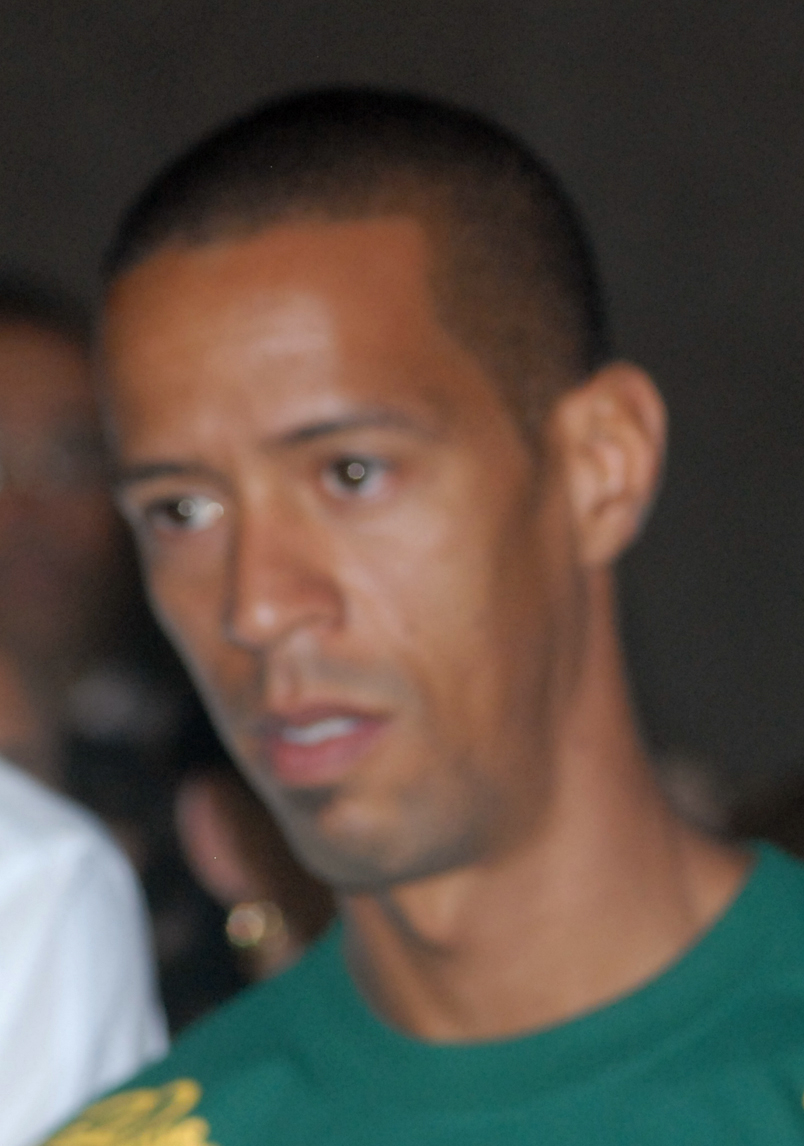
Hudson de Souza schied aus als Siebter des dritten Vorlaufs – er wäre nach Ramzis Disqualifikation im Halbfinale startberechtigt gewésen

Weitere im dritten Vorlauf ausgeschiedene Läufer:

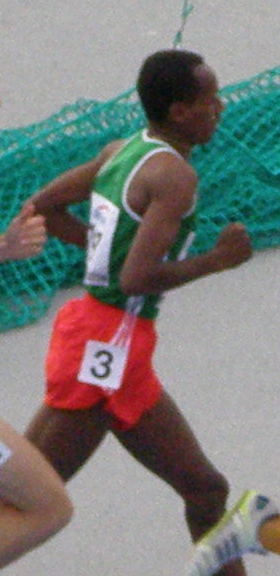
Demma Daba – Rang acht
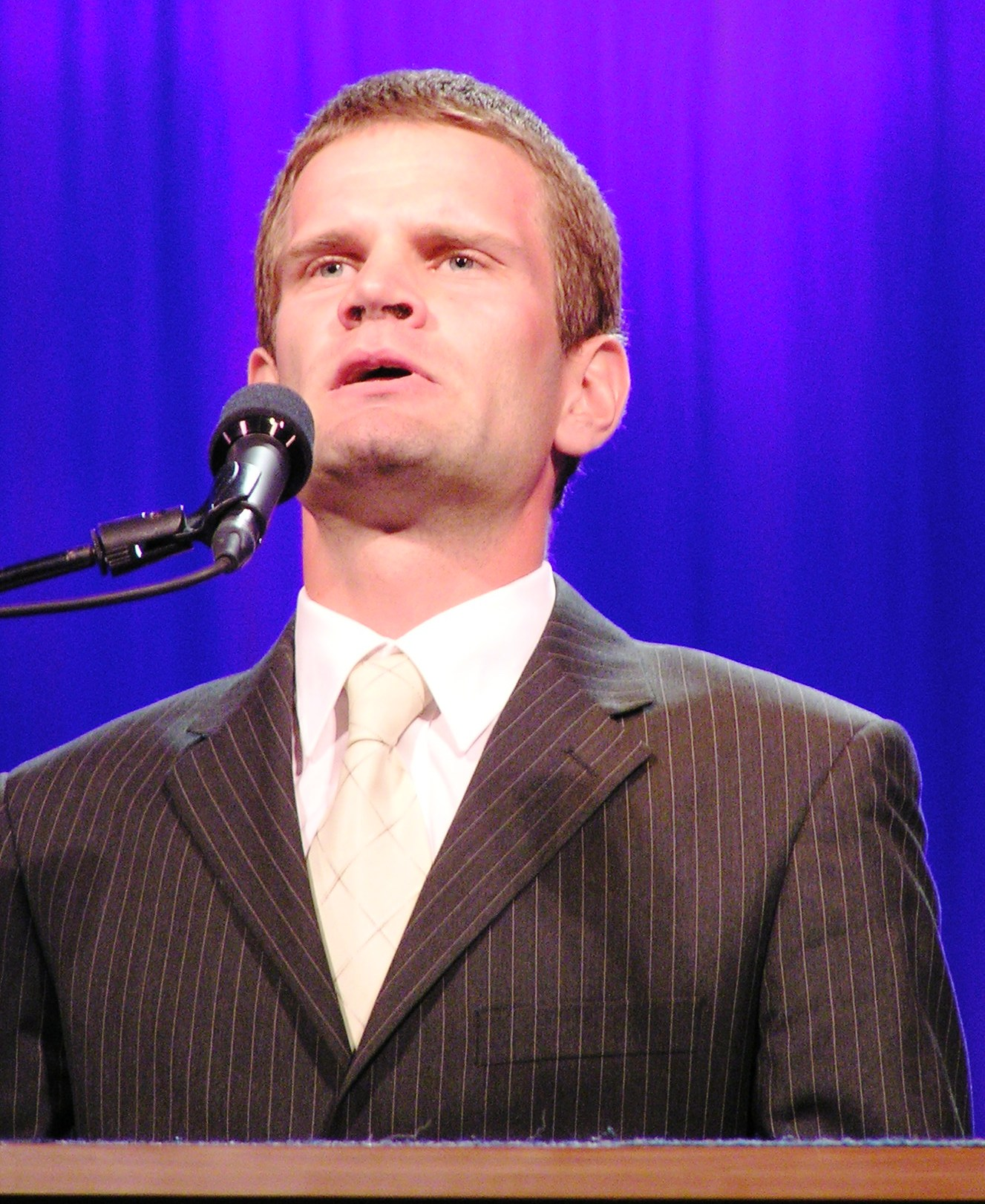
Tiidrek Nurme – Rang neun mit estnischem Landesrekord
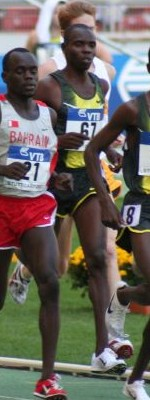
Nicholas Kemboi (Nr. 67) – Rang elf
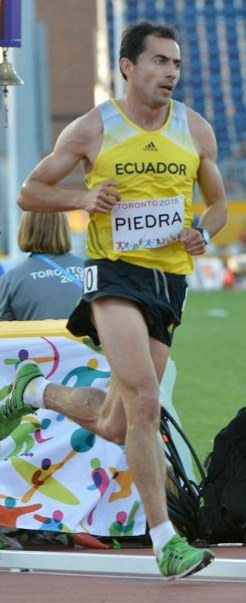
Bayron Piedra – Rang zwölf

### Vorlauf 4

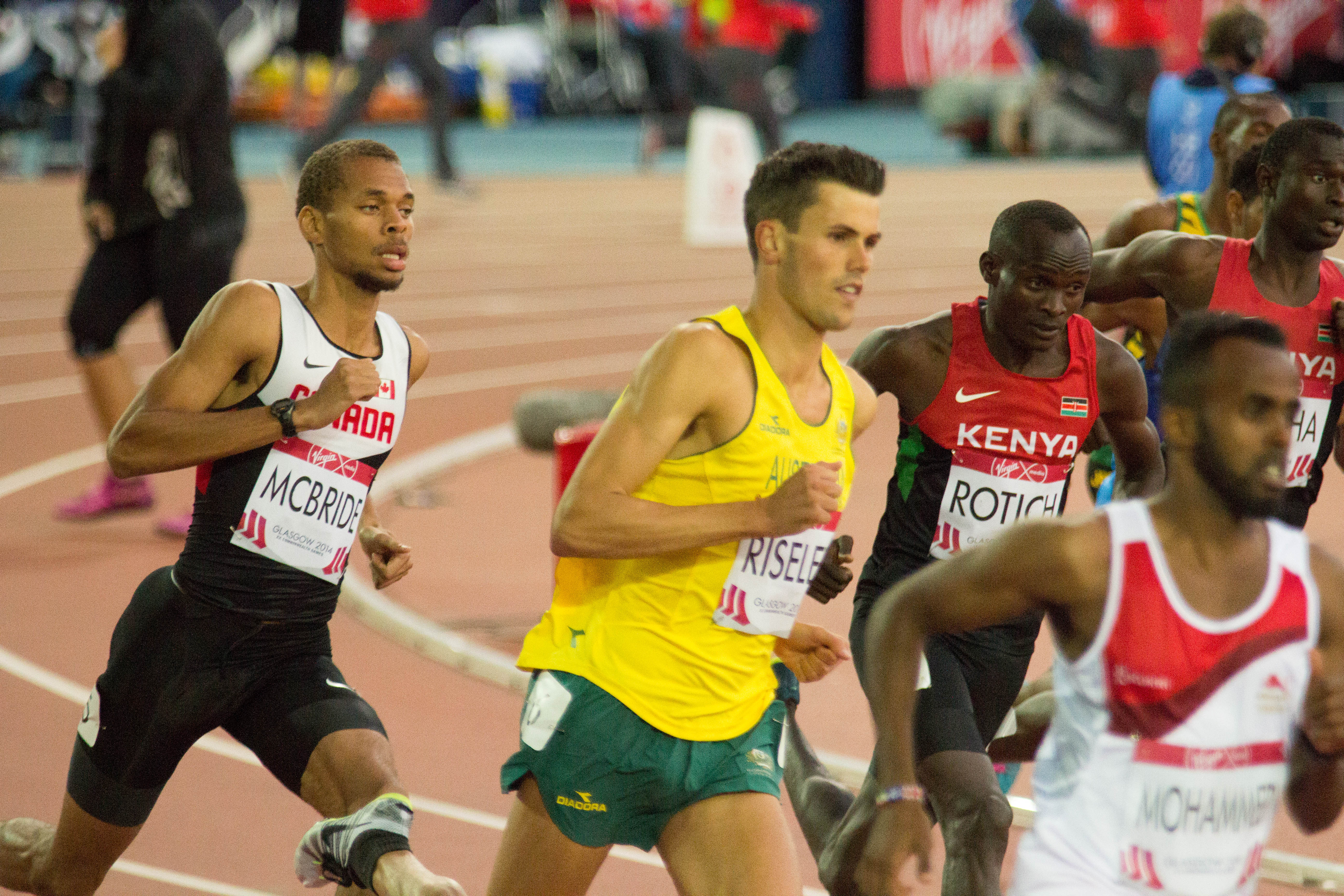
Jeffrey Riseley (gelbes Trikot): – ausgeschieden
als Elfter des vierten Vorlaufs

15. August 2008, 19:37 Uhr
| Platz | Name                    | Nation      | Zeit        | Anmerkung                                   |
| ----- | ----------------------- | ----------- | ----------- | ------------------------------------------- |
| 01    | Mohamed Moustaoui       | Marokko     | 3:34,80 min |                                             |
| 02    | Augustine Kiprono Choge | Kenia       | 3:35,47 min |                                             |
| 03    | Christian Obrist        | Italien     | 3:35,91 min |                                             |
| 04    | Kevin Sullivan          | Kanada      | 3:36,05 min |                                             |
| 05    | Carsten Schlangen       | Deutschland | 3:36,34 min |                                             |
| 06    | Mulugeta Wendimu        | Äthiopien   | 3:36,67 min |                                             |
| 07    | Thamer Kamal Ali        | Katar       | 3:41,08 min |                                             |
| 08    | Mahamoud Farah          | Dschibuti   | 3:43,62 min |                                             |
| 09    | Chauncy Master          | Malawi      | 3:44,96 min |                                             |
| 10    | Kamal Boulahfane        | Algerien    | 3:45,59 min |                                             |
| 11    | Jeffrey Riseley         | Australien  | 3:53,95 min |                                             |
| DOP   | Rashid Ramzi            | Bahrain     | 3:32,89 min | im Halbfinale dabei, später disqualifiziert |

## Halbfinale
Das Halbfinale wurde in zwei Läufen ausgetragen, in welchen sich die jeweils fünf besten Läufer (hellblau unterlegt) sowie die zwei Zeitschnellsten (hellgrün unterlegt) für das Finale qualifizierten.

### Lauf 1

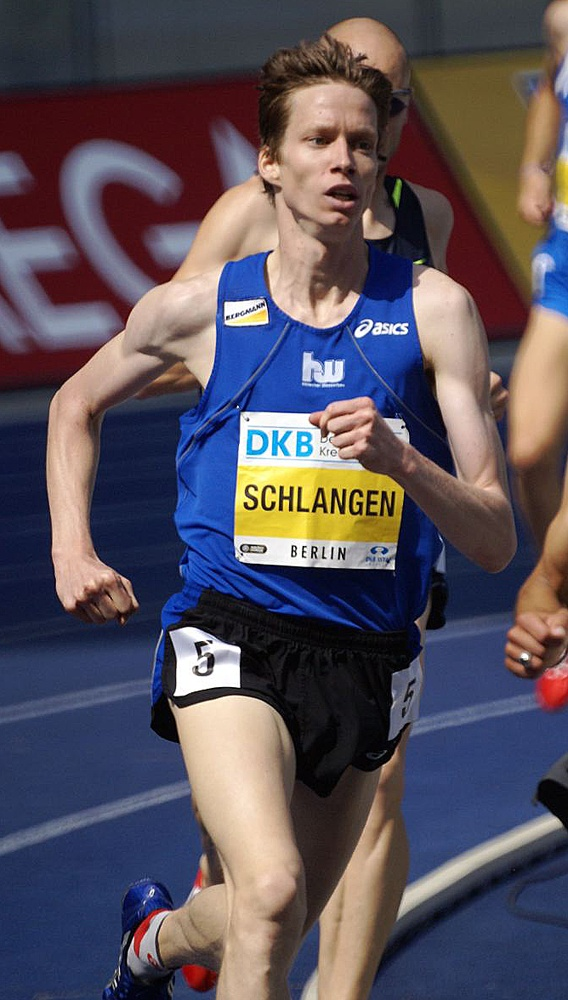
Carsten Schlangen – ausgeschieden als Achter des ersten Halbfinals
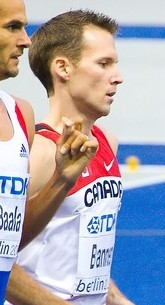
Nathan Brannen – ausgeschieden als Neunter des ersten Halbfinals
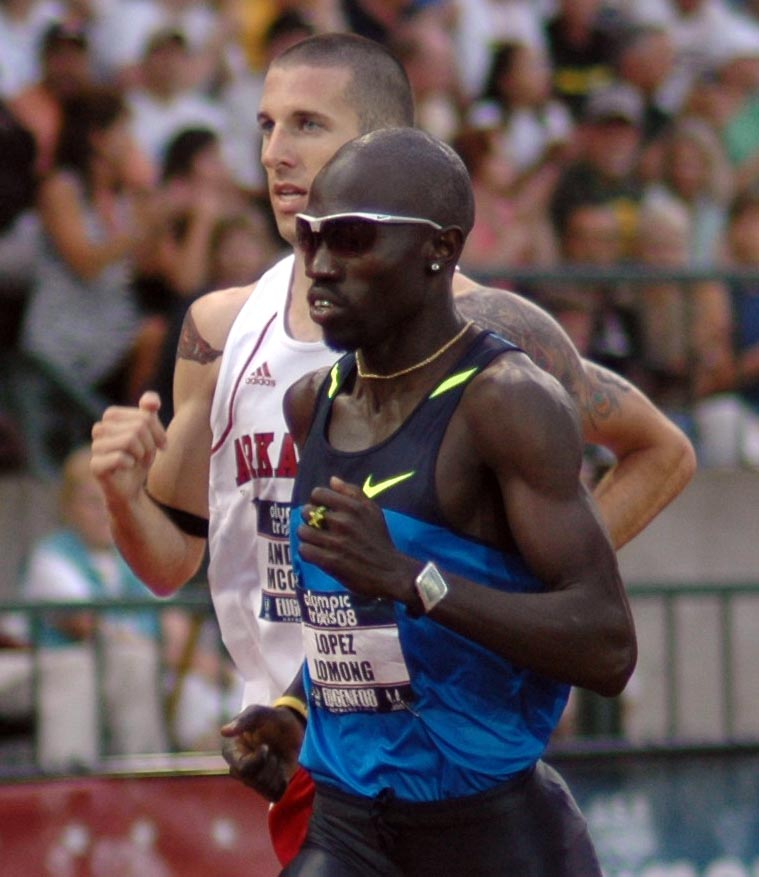
Lopez Lomong – ausgeschieden als Zwölfter des ersten Halbfinals

17. August 2008, 21:55 Uhr
| Platz | Name                | Nation      | Zeit        |
| ----- | ------------------- | ----------- | ----------- |
| 01    | Asbel Kiprop        | Kenia       | 3:37,04 min |
| 02    | Abdalaati Iguider   | Marokko     | 3:37,21 min |
| 03    | Juan Carlos Higuero | Spanien     | 3:37,31 min |
| 04    | Christian Obrist    | Italien     | 3:37,47 min |
| 05    | Belal Mansoor Ali   | Bahrain     | 3:37,60 min |
| 06    | Juan van Deventer   | Südafrika   | 3:37,75 min |
| 07    | Daham Najim Bashir  | Katar       | 3:37,77 min |
| 08    | Carsten Schlangen   | Deutschland | 3:37,94 min |
| 09    | Nathan Brannen      | Kanada      | 3:39,10 min |
| 10    | Mulugeta Wendimu    | Äthiopien   | 3:40,16 min |
| 11    | Antar Zerguelaïne   | Algerien    | 3:40,64 min |
| 12    | Lopez Lomong        | USA         | 3:41,00 min |

### Lauf 2
17. August 2008, 22:04 Uhr
| Platz | Name                    | Nation         | Zeit        | Anmerkung                               |
| ----- | ----------------------- | -------------- | ----------- | --------------------------------------- |
| 01    | Mehdi Baala             | Frankreich     | 3:37,47 min |                                         |
| 02    | Andrew Baddeley         | Großbritannien | 3:37,47 min |                                         |
| 03    | Augustine Kiprono Choge | Kenia          | 3:37,54 min |                                         |
| 04    | Nick Willis             | Neuseeland     | 3:37,54 min |                                         |
| 05    | Bernard Lagat           | USA            | 3:37,79 min | eigentlich für das Finale qualifiziert  |
| 06    | Deresse Mekonnen        | Äthiopien      | 3:37,85 min |                                         |
| 07    | Tarek Boukensa          | Algerien       | 3:39,73 min |                                         |
| 08    | Kevin Sullivan          | Kanada         | 3:40,30 min |                                         |
| 09    | Mohamed Moustaoui       | Marokko        | 3:40,90 min |                                         |
| 10    | Arturo Casado           | Spanien        | 3:41,57 min |                                         |
| 11    | Leonel Manzano          | USA            | 3:50,33 min |                                         |
| DOP   | Rashid Ramzi            | Bahrain        | 3:37,11 min | im Finale dabei, später disqualifiziert |

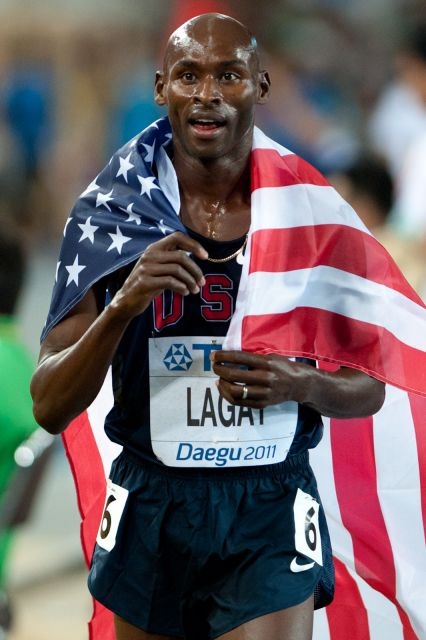
Bernard Lagat schied aus als Sechster des zweiten Halbfinals, ihm hätte allerdings nach Ramzis Disqualifikation die Finalteilnahme zugestanden

Weitere im zweiten Halbfinale ausgeschiedene Läufer:

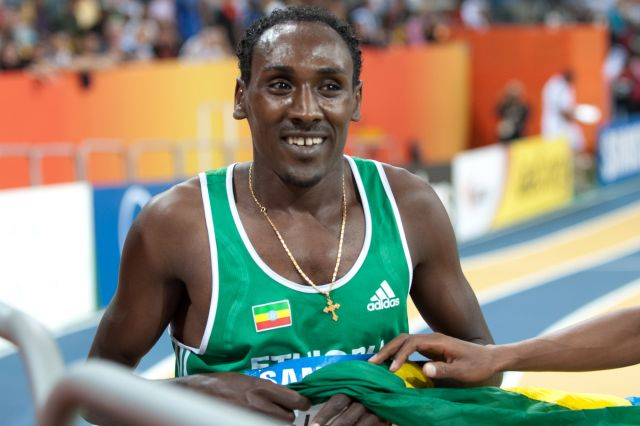
Deresse Mekonnen – Rang sieben
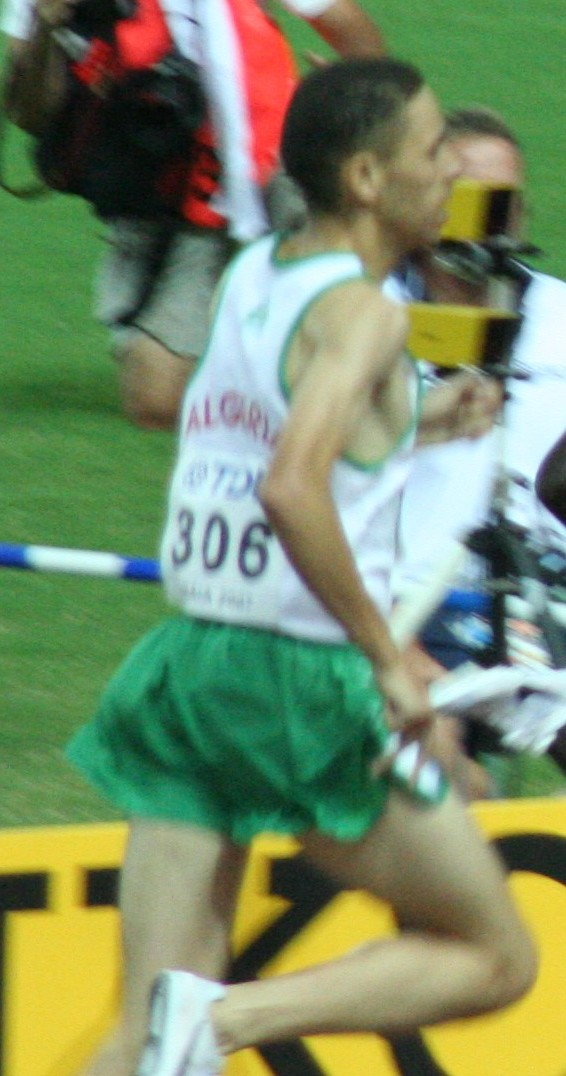
Tarek Boukensa – Rang acht
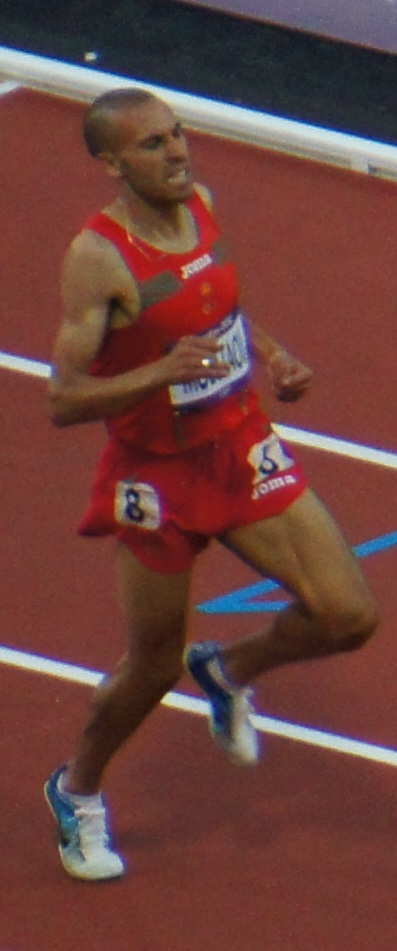
Mohamed Moustaoui – Rang zehn
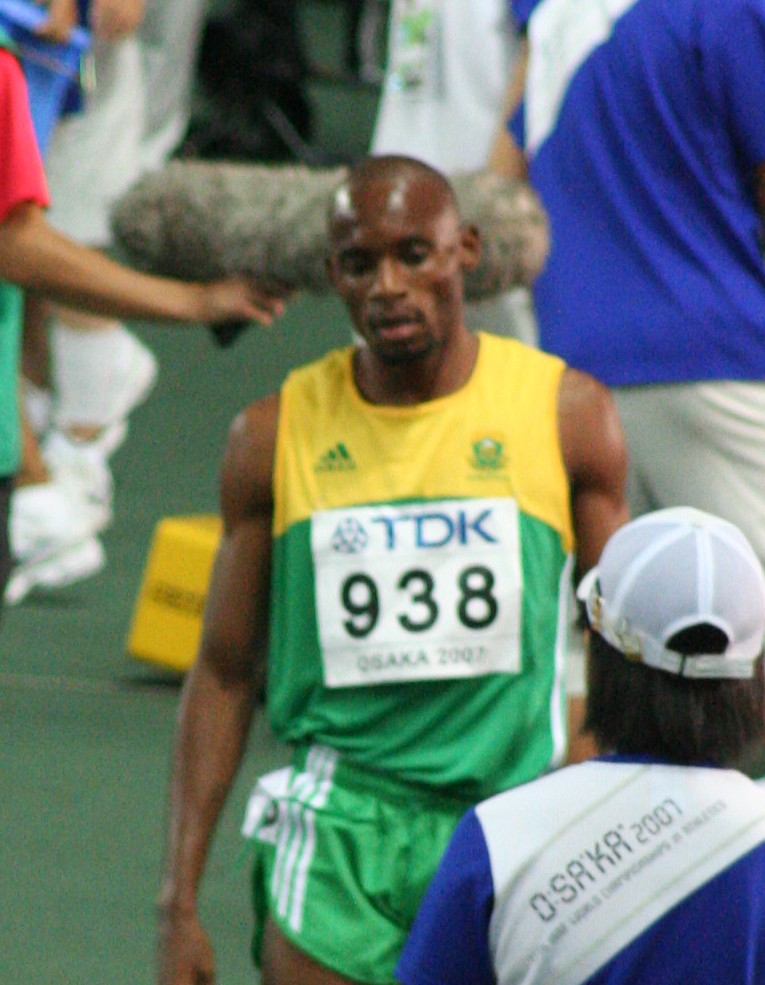
Arturo Casado – Rang elf
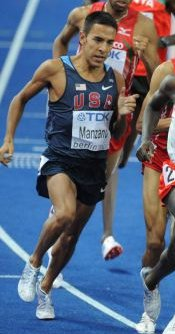
Leonel Manzano – Rang zwölf

## Finale
19. August 2008, 22:50 Uhr
| Platz | Name                    | Nation         | Zeit        |
| ----- | ----------------------- | -------------- | ----------- |
| 01    | Asbel Kiprop            | Kenia          | 3:33,11 min |
| 02    | Nick Willis             | Neuseeland     | 3:34,16 min |
| 03    | Mehdi Baala             | Frankreich     | 3:34,21 min |
| 04    | Juan Carlos Higuero     | Spanien        | 3:34,44 min |
| 05    | Abdalaati Iguider       | Marokko        | 3:34,66 min |
| 06    | Juan van Deventer       | Südafrika      | 3:34,77 min |
| 07    | Belal Mansoor Ali       | Bahrain        | 3:35,23 min |
| 08    | Andrew Baddeley         | Großbritannien | 3:35,37 min |
| 09    | Augustine Kiprono Choge | Kenia          | 3:35,50 min |
| 10    | Daham Najim Bashir      | Katar          | 3:37,68 min |
| 11    | Christian Obrist        | Italien        | 3:39,87 min |
| DOP   | Rashid Ramzi            | Bahrain        |             |

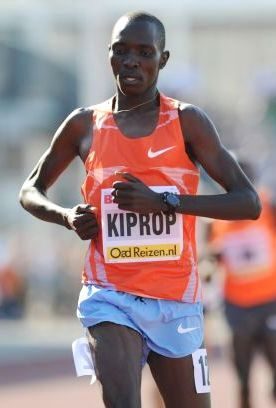
Asbel Kiprop – mit schneller letzter Runde zum Olympiasieg

Für das Finale hatten sich zwei Bahrainer und zwei Kenianer sowie jeweils ein Läufer aus Frankreich, Großbritannien, Italien, Katar, Marokko, Neuseeland, Spanien und Südafrika qualifiziert. Ohne Ramzis Betrug wäre es nur ein Bahrainer gewesen, während ein US-Amerikaner dazu gekommen wäre.
Zum Favoritenkreis für diesen Wettbewerb gehörten in erster Linie der amtierende Weltmeister und Silbermedaillengewinner von 2004 Bernard Lagat – nun nicht mehr für Kenia, sondern für die Vereinigten Staaten am Start, der Vizeweltmeister und Weltmeister von 2005 Rashid Ramzi aus Bahrain, der französische Europameister Mehdi Baala und der kenianische WM-Vierte von 2007 Asbel Kiprop. Auch den Spaniern Arturo Casado, Siebter der letzten Weltmeisterschaften, und Juan Carlos Higuero, EM-Dritter von 2006, traute man zu, im Kampf um eine gute Platzierung dabei zu sein.
Doch es kam alles anders. Lagat und Casado schieden bereits im Halbfinale aus, während Ramzi nun als klarer Favorit ins Rennen ging. Der Bahrainer kam dann auch mit einer Zeit von 3:32,94 min zunächst als Sieger ins Ziel, wurde dann jedoch, wie oben im Abschnitt "Doping" beschrieben, disqualifiziert.
Das 1500-Meter-Finale war zunächst kein langsames Rennen. In 56,48 s wurden die ersten vierhundert Meter durchlaufen mit Kiprop an der Spitze vor Belal Mansoor Ali aus Bahrain und dem dicht gedrängten Feld. Auf der zweiten Runde wurde Tempo herausgenommen, für die zweiten vierhundert Meter benötigten die Läufer eine knappe Minute. Das Feld blieb weiterhin dicht zusammen mit dem Kenianer Augustine Kiprono Choge in führender Position, der auch nach der dritten Runde – 57,61 s – vorne lag. Mansour Ali war Zweiter, Ramzi Dritter. Richtig schnell wurde es erst kurz vor der Zielkurve. Mit Ramzi an der Spitze zog sich das Feld jetzt auseinander. Kiprop war Zweiter vor Mansour Ali, der jedoch auf den letzten hundert Metern deutlich zurückfiel. Vorne lagen Ramzi und Kiprop, dahinter tat sich eine große Lücke auf, der Südafrikaner Juan van Deventer und Choge lagen auf den nächsten Plätzen. Vorne lief, wie sich später herausstellte, Asbel Kiprop, zum Olympiasieg. Hinter ihm wurde auf den letzten hundert Metern noch einmal alles durcheinander gewirbelt. Mit einem starken Finish kämpften sich der Neuseeländer Nick Willis und Baala noch auf die Medaillenränge. Nick Willis gewann Silber knapp vor Mehdi Baala. Vierter wurde Juan Carlos Higuero vor dem Marokkaner Abdalaati Iguider und Juan van Deventer.
Die Zeit für die letzte Runde war mit 53,5 s außerordentlich schnell, sodass für den Olympiasieger Asbel Kiprop mit 3:33,11 min noch eine Endzeit zustande kam, die nur etwas mehr als eine Sekunde über Noah Ngenys olympischem Rekord aus dem Jahr 2000 lag.

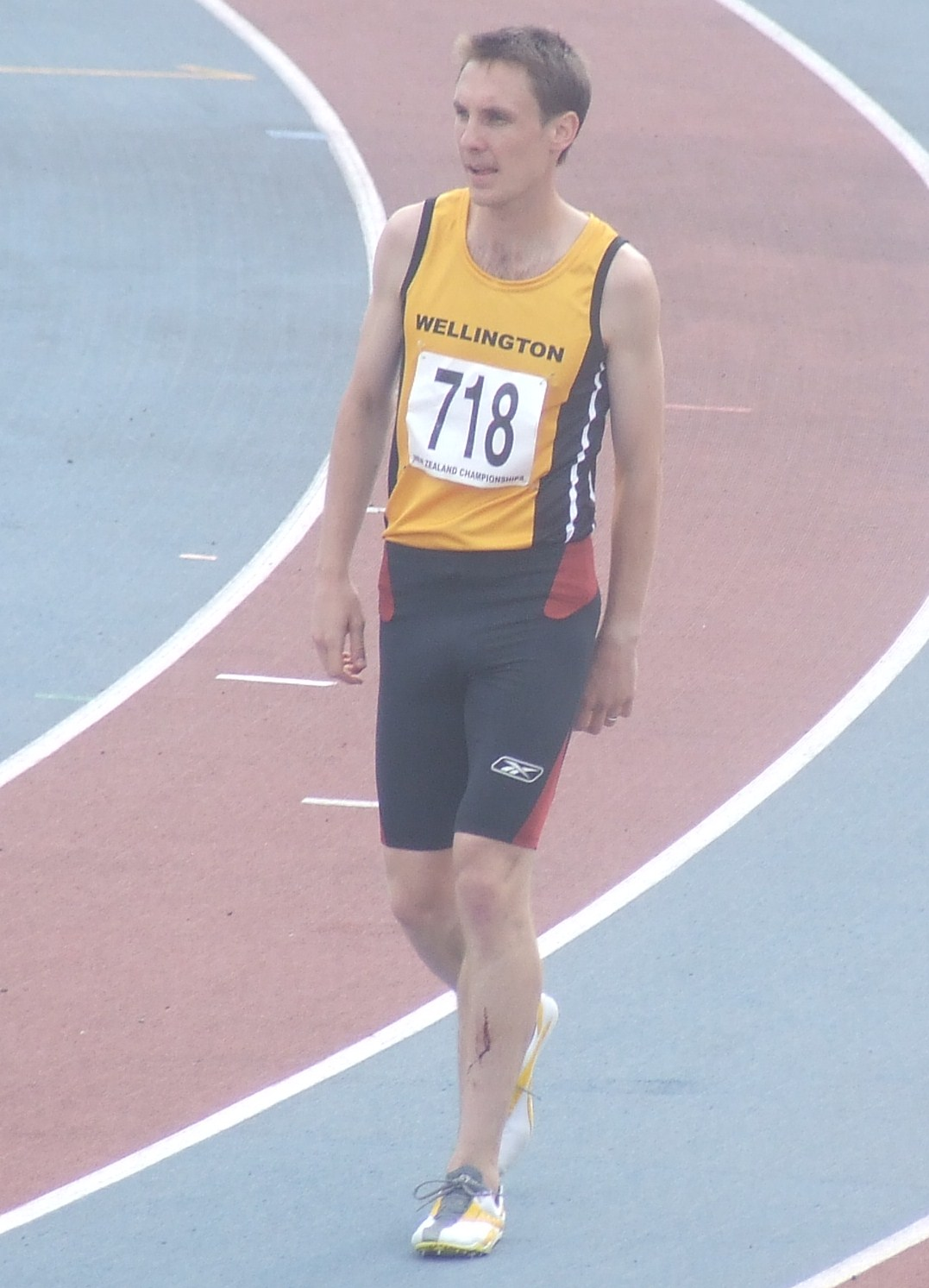
Silbermedaillengewinner Nick Willis
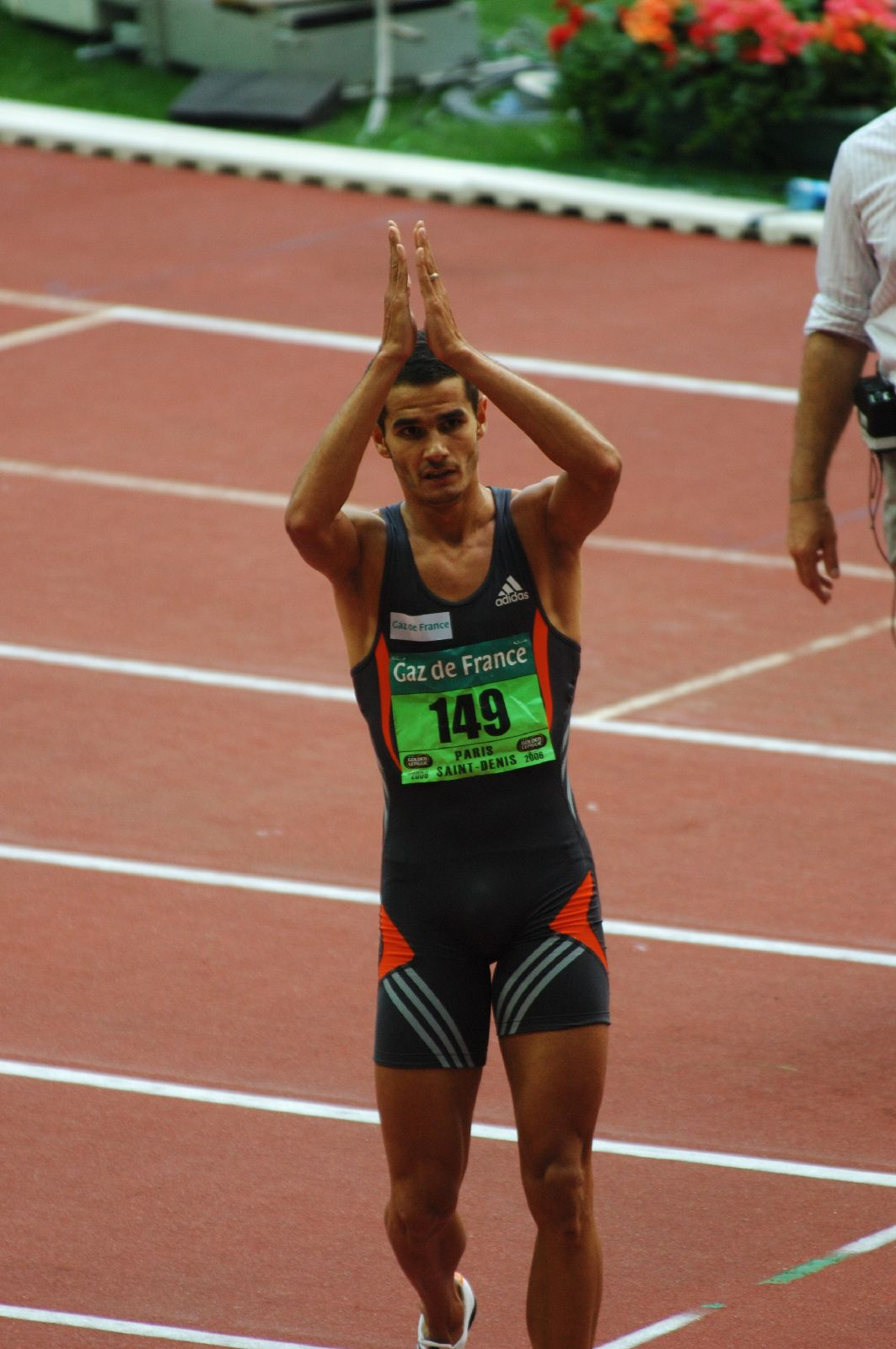
Bronze gab es für Mehdi Baala
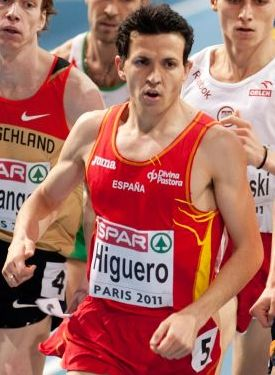
Juan Carlos Higuero belegte Rang vier
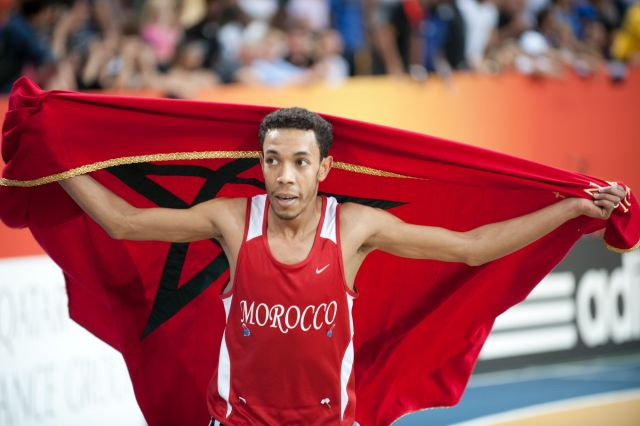
Abdalaati Iguider wurde Fünfter

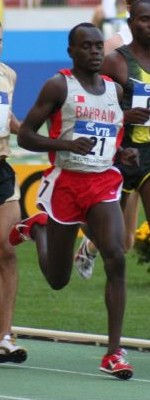
Der siebtplatzierte Belal Mansoor Ali
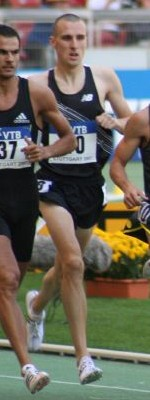
Rang acht für Andrew Baddeley
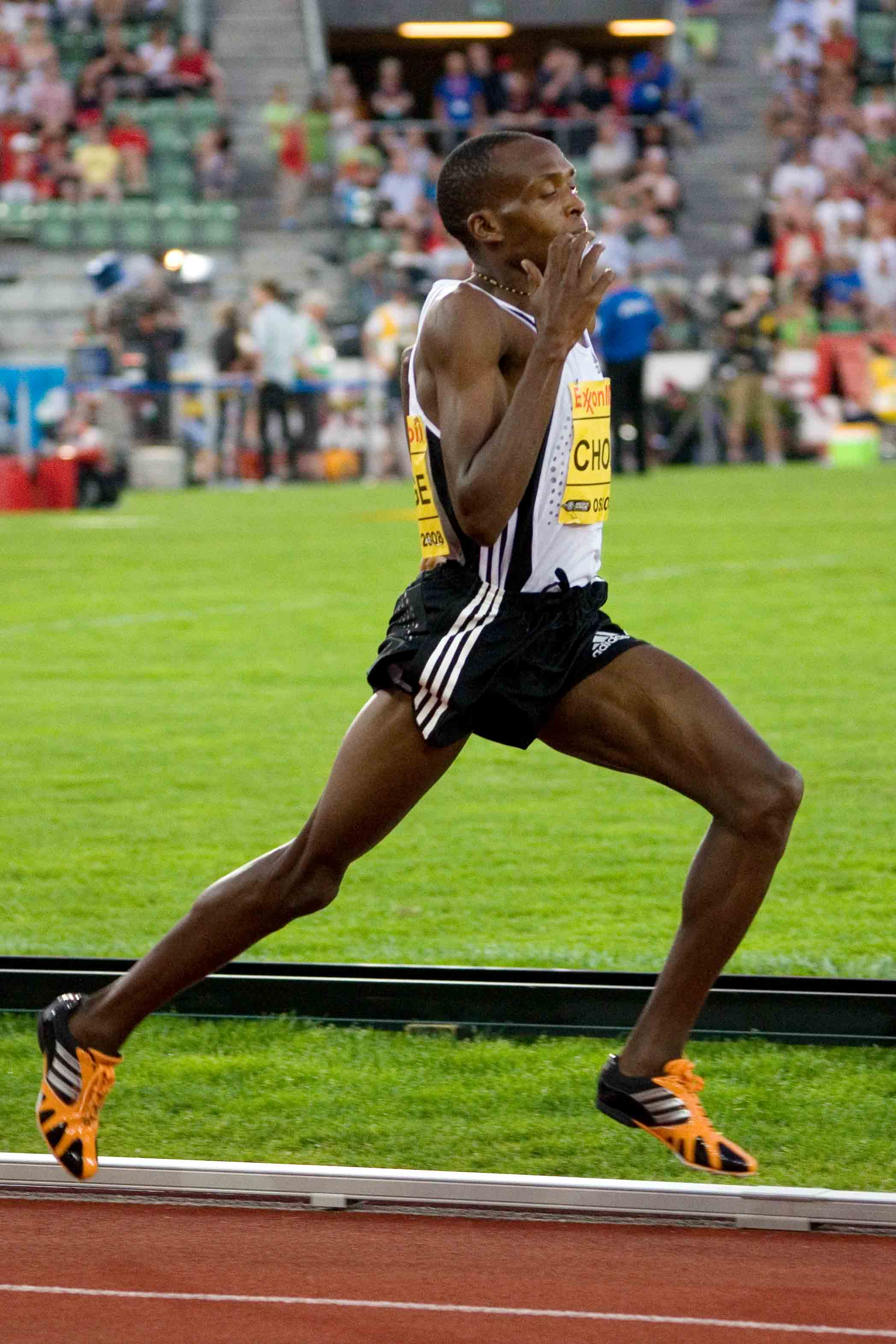
Augustine Kiprono Choge erreichte Platz neun
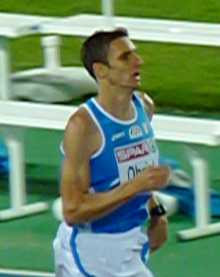
Christian Obrist kam auf den elften Platz
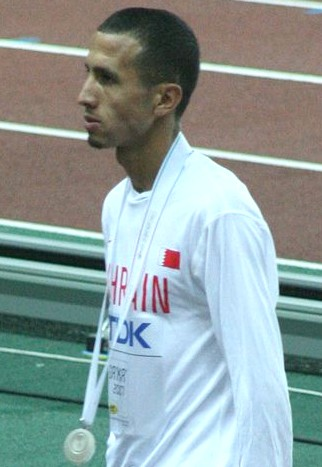
Dopingsünder Rashid Ramzi wurde disqualifiziert

## Video
- Athletics - Men's 1500M - Beijing 2008 Summer Olympic Games, youtube.com, abgerufen am 4. März 2022